# Karschia pedaschenkoi
Espèce
Karschia pedaschenkoi est une espèce de solifuges de la famille des Karschiidae.

## Distribution
Cette espèce est endémique du Kirghizistan.

## Description
Le mâle holotype mesure 17,5 mm.

## Publication originale
- Birula, 1922 : Revisio analytica specierum asiaticarum generis Karschia Walter (Arachnoidea Solifugae). Annuaire du Musée Zoologique de l'Académie Impériale des Sciences de St.-Pétersbourg (Petrograd), vol. 23, p. 197-201 (texte intégral).